# 14 novembre
Pour les articles homonymes, voir Quatorze-Novembre.
14 octobre 14 décembre
Chronologies thématiques
- Croisades
- Ferroviaires
- Sports
- Disney
- Anarchisme
- Catholicisme

Abréviations / Voir aussi
- (° 1852) = né en 1852
- († 1885) = mort en 1885
- a.s. = calendrier julien
- n.s. = calendrier grégorien
- Calendrier
- Calendrier perpétuel
- Liste de calendriers
- Naissances du jour

Le 14 novembre est le 318e jour de l'année du calendrier grégorien, 319e lorsqu'elle est bissextile (il en reste ensuite 47).
C'était généralement l'équivalent du 24 brumaire du calendrier républicain ou révolutionnaire français, officiellement dénommé jour de l'orange (le fruit).

## Événements

### XVIIesiècle
- 1636 : La commune de Corbie est reconquise par les Français sur les Espagnols.[réf. souhaitée]

### XVIIIesiècle
- 1770 : James Bruce découvre le lac Tana comme source du Nil Bleu.
- 1799 : deuxième bataille de Redon, pendant la Chouannerie.

### XIXesiècle

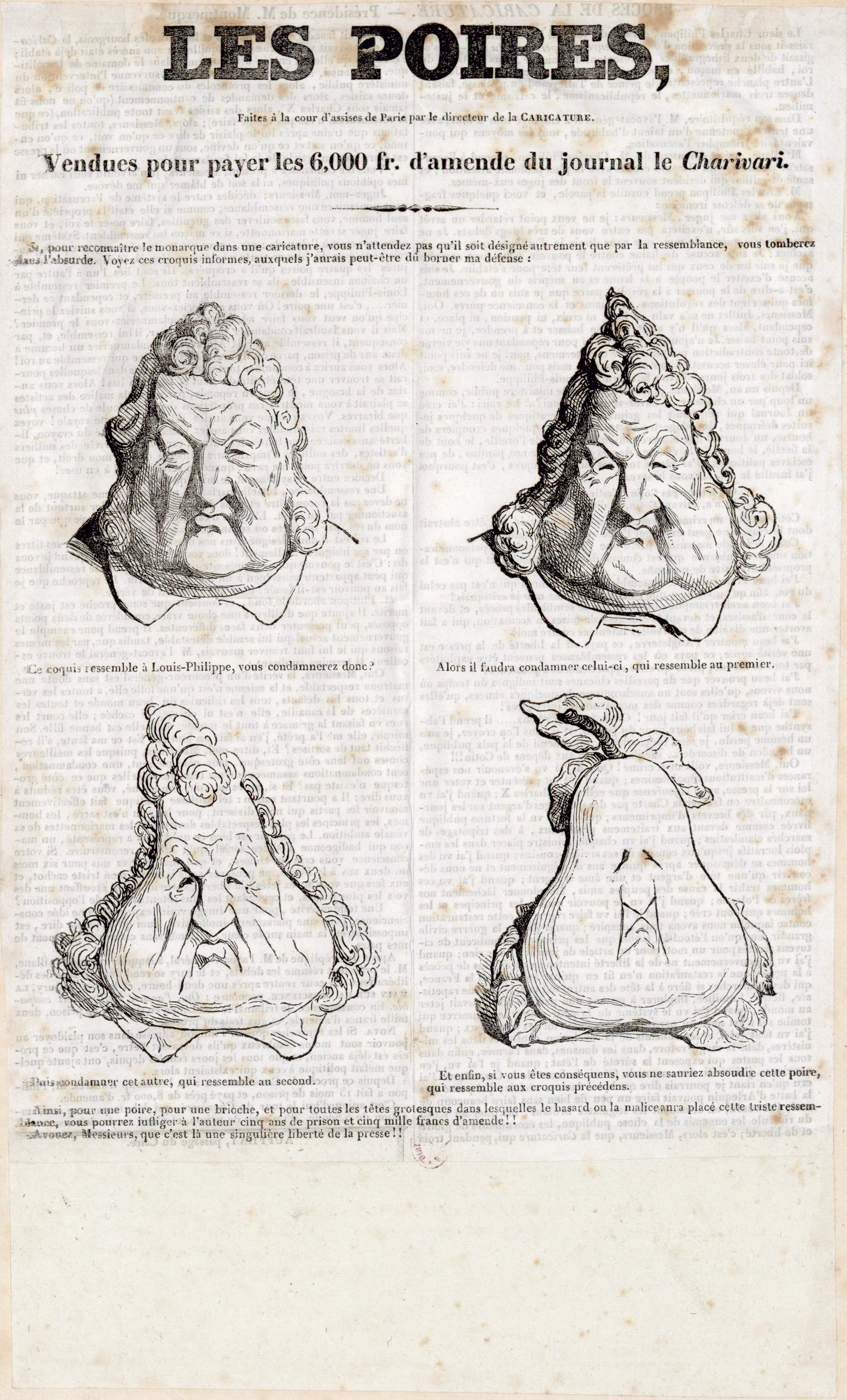
Les Poires d'Honoré Daumier (1831)

- 1803 : promulgation de la nouvelle Constitution de la République des Sept-Îles.
- 1812 : victoire russe, à la bataille de Smoliani, pendant la Sixième Coalition.
- 1831 : les croquades de Poires de Philipon deviennent le symbole de la lutte des Républicains contre le régime de la monarchie de Juillet du roi des Français Louis-Philippe.

### XXesiècle
- 1918 : abdication du grand-duc Frédéric-François IV de Mecklembourg-Schwerin.
- 1933 : Léon Blum défend, devant la Chambre française des députés, une politique de désarmement, et rejette l’idée d’une guerre préventive.
- 1935 : au Royaume-Uni, les conservateurs conservent la majorité, aux élections législatives, avec 387 sièges, tandis que les travaillistes de Clement Attlee progressent (154 sièges).
- 1940 :
  - opération Mondscheinsonate, bombardement de Coventry par les Allemands (seconde guerre mondiale, bataille d'Angleterre).
  - Ralliement du Gabon à la France libre.
- 1941 : le HMS Ark Royal est coulé par l'U-81.
- 1944 : offensive française de la 1re armée en direction de Belfort. De Lattre de Tassigny avance par la trouée de Belfort.
- 1945 : Sutan Sjahrir devient chef du gouvernement de la république d’Indonésie.
- 1951 : prise de Hoa Binh par les troupes françaises au Viêt Nam (évacuée le 22 février 1952).
- 1954 : en Égypte, le général Mohammed Naguib, qui se rapprochait de la confrérie sunnite des Frères musulmans, organisation prônant l'Islam politique, est renversé par une junte menée par Gamal Abdel Nasser, qui devient Premier ministre et le "raïs", maître incontesté du pays.
- 1956 : dans le cadre de la crise de Budapest en Hongrie, les États-Unis écartent immédiatement toute idée d’intervention.
- 1957 : réunion des treize partis communistes "frères", à Moscou (URSS à dominante russe). Le communiqué final, que la délégation yougoslave refuse de signer, affirme l’unité de vues sur toutes les questions examinées, et dénonce le révisionnisme post-stalinien, « plus menaçant que jamais ».
- 1962 : à la suite de la rébellion nationaliste en Érythrée et au Tigré, Hailé Sélassié dissout la fédération abyssinienne. L’Érythrée devient une province de son empire d'Éthiopie.
- 1965 : début de la bataille de Ia Drang, durant la guerre du Viêt Nam, opposant les forces américaines à celles du Việt Cộng, venues du Cambodge au début de l’année.
- 1971 : promulgation d’une constitution au Bhoutan.
- 1975 :
  - accord sur l'indépendance du Sahara occidental, entre l'Espagne, le Maroc et la Mauritanie. L’Espagne, préoccupée par la succession de Franco, admet un partage entre le Maroc et la Mauritanie lorsqu’elle quitterait le Sahara occidental. L’Algérie, exclue de cet accord, proteste.
  - Destruction de la statue de Norton de Matos, fondateur de la Nouvelle-Lisbonne, en Angola.
- 1982 : libération de Lech Wałęsa, en Pologne.
- 1990 :
  - traité germano-polonais garantissant le respect de la frontière commune formée par la ligne Oder-Neisse.
  - En Union soviétique, le maréchal Serguei Akhromeyev, conseiller militaire du président Mikhaïl Gorbatchev, prévient que l'Armée rouge maintiendra l'intégrité territoriale de l'URSS.
- 1998 : fin de la conférence des Nations unies sur les changements climatiques, à Buenos Aires, sans résultats tangibles.

### XXIesiècle
- 2002 : lors d'une première réception historique du pape Jean-Paul II à la Chambre des députés de l'Italie, celui-ci, au cours d'une allocution ovationnée de trois quarts d'heure, réaffirme son souhait de voir mentionner « l'héritage religieux » dans la future Constitution européenne.
- 2003 : en Irak, retour de l'administrateur américain Paul Bremer, avec un nouveau plan censé rendre sa souveraineté à l'Irak dès juin 2004. Les forces d'occupation resteraient dans le pays à titre d' « invités du gouvernement souverain ».
- 2005 :
  - en France, réunion avancée du conseil des ministres, en vue d'adopter un projet de loi pour prolonger de trois mois l'état d'urgence. Parallèlement, on observe un recul des violences de l'automne dans les banlieues, où la baisse du nombre de véhicules incendiés se confirme. Il a également été annoncé que le président de la République Jacques Chirac s'exprimerait le soir même à la radio et à la télévision.
  - En Ouganda, Kizza Besigye, chef de l'opposition et principal adversaire du président Yoweri Museveni lors des élections libres de 1986, est arrêté par la police. Il est accusé avoir eu des liens avec l'Armée de résistance du Seigneur.
  - En Égypte, second tour de la première phase des élections législatives qui concernent un tiers des 444 sièges de l'Assemblée du peuple. Le parti des Frères musulmans devient la principale force d'opposition au Parlement égyptien.
  - En Russie, Vladimir Poutine nomme Dmitri Anatolievitch Medvedev au poste de vice-Premier ministre affecté à la mise en œuvre des projets nationaux et prioritaires, et Sergueï Borissovitch Ivanov, ministre de la Défense, au poste de vice-Premier ministre affecté à la défense et au complexe militaro-industriel.
- 2009 : attentat suicide à Peshawar, au Pakistan, qui cause 11 morts et plus de 20 blessés.
- 2010 : en France, Nicolas Sarkozy, président de la République, demande à son premier ministre François Fillon de lui proposer un nouveau gouvernement, qui est annoncé le soir-même.
- 2012 : déclenchement de l'opération Pilier de défense par les forces de défense israéliennes (Tsahal) dans la bande de Gaza, en réponse aux tirs de roquettes du Hamas sur le territoire israélien.
- 2014 : début du sommet du G20 à Brisbane, en Australie.
- 2015 : l’état d'urgence est décrété en conseil des ministres par François Hollande sur l'ensemble du territoire, mesure inédite depuis 2005, à la suite des attentats de la veille. Cette décision s'accompagne du rétablissement des contrôles aux frontières nationales.
- 2018 : aux îles Fidji, le parti Fidji d'abord, du Premier ministre Frank Bainimarama, remporte les élections législatives.
- 2021 :
  - en Argentine, les élections législatives se tiennent pour élire 127 des 257 députés à la Chambre des députés, ainsi que 24 des 72 sénateurs du Sénat[1].
  - En Bulgarie, les élections législatives ont lieu de manière anticipée afin de renouveler les 240 membres de l'Assemblée nationale du pays[2]. Et c'est le parti de la coalition Nous continuons le changement qui l'emporte[3]. Le premier tour de l'élection présidentielle est organisé simultanément[4].
- 2023 : au Mali, un mois après le début de leur offensive, l'armée[5] et le groupe Wagner s'emparent de la ville de Kidal, auparavant tenue par les rebelles du CSP[6].

- 2024 : au Sri Lanka, la coalition de gauche du président Anura Kumara Dissanayaka (photo) remporte la majorité absolue aux élections législatives anticipées[7].

## Arts, culture et religion
- 1836 : création de l'opéra La Esmeralda, de Louise Bertin, seul opéra sur lequel Victor Hugo a activement travaillé.
- 1913 : parution du premier tome du roman de Marcel Proust Du côté de chez Swann.
- 1921 : attentat à la bombe, dans la basilique de Guadalupe (Mexico) contre l'image de Notre-Dame de Guadalupe[8],[9].
- 1925 : à Paris, première exposition de peintures surréalistes, à la galerie Pierre. Le catalogue est préfacé par André Breton et Robert Desnos[10].
- 2003 : Corey Taylor tente de se suicider (son ami « Tommy » le retient avant qu'il ne saute).
- 2022 : révélation d'une découverte le 18 juin 2021 en Espagne, en Navarre, près de Pampelune d'une  main en bronze datant du Ier siècle avant J.C et dénommée Main d'Irulegi[11].

## Sciences et techniques
- 1908 : invention par le Suisse Jacques Brandenberger de la cellophane, dont il dépose le nom.
- 1930 : premier vol de l'avion de transport civil britannique Handley Page H.P.42.
- 1933 : au Venezuela, découverte du Salto Ángel, plus haute chute d'eau du monde, par l'aviateur et explorateur américain Jimmy Angel.
- 1963 : une éruption volcanique sous-marine survient dans l'Atlantique, au sud-ouest de l'Islande, provoquant la naissance de l'île de Surtsey.
- 1970 : première observation d'un neutrino, dans une chambre à bulle d'hydrogène.
- 2003 : à Taipei (Taïwan), inauguration de la plus haute tour du monde, appelée Taipei 101. Haute de 508 m avec son antenne, elle dépasse les tours jumelles Petronas de Kuala Lumpur en Malaisie (452 m), la Willis Tower de Chicago, et les Twin Towers (417 m) du World Trade Center de New York (417 m) détruites le 11 septembre 2001.
- 2012 : à Santa Cruz, sur la côte californienne, des surfeurs découvrent un squelette fossilisé d'une baleine du pliocène[12].
- 2016 : la super lune est visible un peu partout dans le monde.
- 2018 : la Commission européenne impose la radio numérique dans les autoradios vendus dans l'Union[13].

## Économie et société
- 1994 : début des liaisons commerciales d'Eurostar dans le tunnel sous la Manche (1er voyage commercial dudit TGV sous-marin quittant la gare parisienne du Nord à 08h07 pour Londres Waterloo qui n'est dès lors plus tout à fait sur une île)[14].
- 2001 : en France, dans l'affaire Destrade, le conseil des ministres autorise le Premier ministre Lionel Jospin à être entendu comme témoin par la justice.
- 2003 : en France, le Premier ministre Jean-Pierre Raffarin annonce aux buralistes un « gel complet de la fiscalité » sur le tabac, après la nouvelle hausse du prix des cigarettes de 20 % programmée pour janvier 2004.
- 2005 :
  - en France, Jacques Chirac annonce la création d'un service civil volontaire, associant accompagnement et formation, destiné à 50 000 jeunes à partir de 2007.
  - Ouverture à Paris du procès en appel dans l'affaire dite affaire d'Outreau. Six personnes condamnées en première instance, qui ont toujours clamé leur innocence, sont jugées à nouveau.
  - La Renault Clio III, lancée en septembre 2005, est élue voiture de l'année 2006, succédant ainsi à la Toyota Prius.
- 2007 : grève à la SNCF et à la RATP contre la réforme des régimes spéciaux de retraites.
- 2009 : accident de la circulation entre une voiture et un bus à Loverval, en Belgique, faisant 1 mort et 4 blessés.
- 2015 : une rame d'essai TGV déraille à Eckwersheim (Alsace, France), provoquant 11 morts et 42 blessés.
- 2017 : les autorités suisses confirment que les radios FM cesseront d'émettre à la fin de l'année 2024 pour s'approprier le DAB+[15].

## Naissances

### Vesiècle
- 459 : B'utz Aj Sak Chiik, ajaw de Palenque de 487 à 501 († 28 juillet 501).

### XVIesiècle
- 1567 : Maurice de Nassau, prince d'Orange, stathouder des Provinces-Unies de 1585 à 1625 († 23 avril 1625).

### XVIIesiècle
- 1601 : Jean Eudes, homme d'Église français, saint de l’Église catholique, fondateur de l'ordre des "eudistes" († 19 août 1680).
- 1650 : Guillaume III d'Orange-Nassau, stathouder des Provinces-Unies de 1672 à 1702, et roi d'Angleterre de 1689 à 1702 († 8 mars 1702).
- 1663 : Friedrich Wilhelm Zachow, organiste et compositeur allemand († 14 août 1712).

### XVIIIesiècle
- 1719 : Leopold Mozart, violoniste et compositeur austro-allemand, père de Wolfgang Amadeus Mozart († 28 mai 1787).
- 1739 : William Hewson, chirurgien, anatomiste et physiologiste britannique († 1er mai 1774).
- 1740 : Johann van Beethoven, musicien et ténor allemand, père de Ludwig van Beethoven († 18 décembre 1792).
- 1765 : Robert Fulton, ingénieur américain († 24 février 1815).
- 1771 : Marie François Xavier Bichat, biologiste français († 22 juillet 1802).
- 1774 : Gaspare Spontini, compositeur italien († 24 janvier 1851).
- 1776 : Henri Dutrochet, physiologiste français († 4 février 1847).
- 1777 :
  - Nathaniel Claiborne (en), fermier et homme politique américain († 15 août 1859).
  - Johann Ludwig Christian Carl Gravenhorst, zoologiste allemand († 14 janvier 1857).
- 1778 : Johann Nepomuk Hummel, pianiste virtuose et compositeur hongrois († 17 octobre 1837).
- 1779 : Adam Gottlob Oehlenschläger, poète danois († 20 janvier 1850).
- 1780 : Clemente Folchi, ingénieur et architecte italien († 30 septembre 1868).
- 1797 : Charles Lyell, géologue britannique († 22 février 1875).

### XIXesiècle
- 1803 : Jacob Abbot, auteur américain († 31 octobre 1879).
- 1804 : Heinrich Dorn, compositeur allemand († 10 janvier 1892).
- 1805 : Fanny Mendelssohn, compositrice allemande († 14 mai 1847).
- 1812 :
  - Aleardo Aleardi (Gaetano Maria Aleardi dit), poète italien († 17 juillet 1878).
  - Marie-Christine de Savoie, reine consort des Deux-Siciles de 1832 à 1836 († 31 janvier 1836).
- 1814 : Edmund Bojanowski, laïc polonais, fondateur de la congrégation des Servantes de l'Immaculée Conception († 7 août 1871).
- 1816 : John Curwen, pasteur anglais († 26 mai 1880).
- 1828 :
  - Charles de Freycinet, ingénieur et homme politique français († 14 mai 1923).
  - James Birdseye McPherson, militaire américain († 22 juillet 1864).
  - Andreas Andresen, historien de l'art dano-allemand († 1er mai 1871).
- 1838 : August Šenoa, auteur, critique, éditeur, poète et dramaturge croate († 13 décembre 1881).
- 1840 : Claude Monet, peintre français († 5 décembre 1926).
- 1850 : Emmy Achté, mezzo-soprano finlandaise († 2 décembre 1924).
- 1856 : 
  - Étienne Lapeyrère, botaniste français.
  - Madeleine Lemoyne Ellicott (en), militante américaine (° 1945).
- 1860 : Alexis-Armand Charost, prélat français, évêque de Lille de 1913 à 1920, et archevêque de Rennes de 1921 à 1930 († 7 novembre 1930).
- 1861 : Frederick Jackson Turner, historien et auteur américain († 14 mars 1932).
- 1863 : Leo Baekeland, chimiste américain († 23 février 1944).
- 1869 :
  - John Lumsden (en), physicien irlandais († 3 septembre 1944).
  - Jean Vidalon, militaire français († 27 décembre 1959).
- 1874 : Julien t' Felt, peintre et illustrateur belge († 14 février 1933).
- 1875 :
  - Gregorio del Pilar, militaire et homme politique philippin († 2 décembre 1899).
  - Jakob Schaffner (en), auteur et collaborateur suisse († 23 septembre 1944).
- 1877 : Norman Brookes, joueur de tennis australien († 28 septembre 1968).
- 1878 :
  - Julie Manet, peintre et collectionneuse française († 14 juillet 1966).
  - Louis Marcoussis, peintre et graveur français († 22 octobre 1941).
  - Leopold Staff, homme de lettres polonais († 31 mai 1957).
- 1879 : Henri « Henry » de Monfreid, aventurier et écrivain français († 13 décembre 1974).
- 1883 : Ado Birk, homme politique et avocat estonien, Premier ministre d’Estonie en 1920 († 2 février 1942).
- 1885 : Sonia Delaunay, artiste peintre française d'origine ukrainienne († 5 décembre 1979).
- 1889 : Jawaharlal Nehru (जवाहरलाल नेहरू), avocat et homme politique indien, Premier ministre de l’Inde de 1947 à 1964 († 27 mai 1964).
- 1891 : 
  - Frederick Banting, médecin canadien, prix Nobel de médecine en 1923 († 21 février 1941).
  - Ted Meredith, athlète américain spécialiste du 400 et du 800 m., double champion olympique en 1912 († 2 novembre 1957).
- 1895 : Walter Jackson Freeman, neurochirurgien américain († 31 mai 1972).
- 1896 : Mamie Eisenhower, épouse de Dwight D. Eisenhower et Première dame des États-Unis de 1953 à 1961 († 1er novembre 1979).
- 1897 : John Steuart Curry, peintre américain († 29 août 1946).
- 1898 :
  - Benjamin Fondane (Benjamin Wechsler dit), philosophe, homme de lettres et réalisateur roumano-français († 3 octobre 1944).
  - Antoine Rivard, homme politique, avocat et militaire québécois († 26 décembre 1985).
- 1900 : Aaron Copland, compositeur américain († 2 décembre 1990).

### XXesiècle
- 1904 :
  - Harold Haley (en), juge américain († 7 août 1970).
  - Harold Larwood, joueur de cricket anglais († 22 juillet 1995).
  - Richard Ewing « Dick » Powell, acteur américain († 2 janvier 1963).
- 1905 : John Henry Barbee (en), chanteur et guitariste américain († 3 novembre 1964).
- 1906 : 
  - Louise Brooks, actrice américaine († 8 août 1985).
  - Claude Ménard, athlète français, médaillé olympique en saut en hauteur († 2 septembre 1980).
- 1907 :
  - Howard William Hunter, avocat et chef spirituel américain († 3 mars 1995).
  - Astrid Lindgren, romancière suédoise († 28 janvier 2002).
  - William Steig, auteur américain († 3 octobre 2003).
- 1908 : Joseph McCarthy, homme politique américain († 2 mai 1957).
- 1910 :
  - Norman MacCaig, poète écossais († 23 janvier 1996).
  - Rosemary DeCamp, actrice américaine († 20 février 2001).
  - Eric Malpass, auteur anglais († 16 octobre 1996).
  - Silvio Oddi, prélat italien († 29 juin 2001).
- 1912 :
  - Barbara Hutton, socialite américaine († 11 mai 1979).
  - Tung-Yen Lin (林同棪), ingénieur sino-américain († 15 novembre 2003).
- 1915 :
  - Mabel Fairbanks (en), saktteuse et entraîneuse américaine († 29 septembre 2001).
  - Martha Tilton, chanteuse et actrice américaine († 8 décembre 2006).
- 1916 :
  - Roger Apéry, mathématicien français († 18 décembre 1994).
  - Sherwood Schwartz, producteur, scénariste et compositeur américain († 12 juillet 2011).
- 1918 : John Bromwich, joueur de tennis australien († 21 octobre 1999).
- 1919 :
  - Johnny Desmond (Giovanni Alfredo De Simone dit), chanteur américain († 6 septembre 1985).
  - Lisa Otto (en), soprano allemande († 18 septembre 2013).
- 1921 :
  - Ea Jansen (et), historien estonien († 20 avril 2005).
  - Brian Keith, acteur américain († 24 juin 1997).
- 1922 :
  - Boutros Boutros-Ghali, homme politique, diplomate, juriste et politologue égyptien, secrétaire général des Nations unies puis de la Francophonie († 16 février 2016).
  - Veronica Lake (Constance Frances Marie Ockelman dite), actrice américaine († 7 juillet 1973).
- 1924 : Leonid Kogan (Леонид Борисович Коган), violoniste russe († 17 novembre 1982).
- 1925 :
  - Stirling Colgate (en), physicien américain († 1er décembre 2013).
  - James Mellaart, archéologue anglais († 29 juillet 2012).
  - Raquel Revuelta, actrice cubaine († 24 janvier 2004).
- 1926 : Leonie Rysanek, artiste lyrique autrichienne († 7 mars 1998).
- 1927 :
  - Lawrie Barratt (en), homme d’affaires anglais († 19 décembre 2012).
  - James Bartholomew « Bart » Cummings (en), entraîneur équestre australien († 30 août 2015).
  - Edgar McLean Stevenson, acteur américain († 15 février 1996).
  - Narciso Yepes, compositeur espagnol († 3 mai 1997).
- 1928 : Kathleen Hughes (Margaret von Gerkan dite), actrice américaine.
- 1929 :
  - Shirley Crabtree, lutteur anglais († 2 décembre 1997).
  - James Anthony « Jimmy » Piersall, joueur de baseball américain († 3 juin 2017).
- 1930 :
  - Pierre Bergé, homme d'affaires français († 8 septembre 2017).
  - Peter Katin, pianiste et pédagogue anglo-canadien († 19 mars 2015).
  - Monique Mercure, actrice québécoise († 17 mai 2020).
  - Janis Pujats, prélat lituanien, archevêque émérite de Riga depuis 2010.
  - Michael Robbins, acteur anglais († 11 décembre 1992).
  - Edward White, astronaute américain († 27 janvier 1967).
- 1932 :
  - Annie Fratellini, artiste de cirque française († 1er juillet 1997).
  - Gunter Sachs, homme d’affaires, photographe et sportif germano-suisse († 7 mai 2011).
- 1933 :
  - Henry Chapier, journaliste et animateur français († 27 janvier 2019).
  - Fred Haise, astronaute américain.
- 1934 :
  - David Craig « Dave » Mackay, footballeur et entraîneur écossais († 2 mars 2015).
  - Catherine McGuinness (en), juriste et femme politique irlandaise, juge de la Cour suprême d'Irlande de 2000 à 2006.
  - Ellis Marsalis Jr., pianiste de jazz américain († 1er avril 2020).
- 1935 :
  - Michael Busselle (en), photographe anglais († 13 juillet 2006).
  - Hussein (الحسين بن طلال), roi de Jordanie de 1952 à 1999 († 7 février 1999).
  - Leftéris Papadópoulos (Λευτέρης Παπαδόπουλος), parolier et journaliste grec.
- 1936 :
  - Carey Bell (Carey Bell Harrington dit), chanteur et musicien américain († 6 mai 2007).
  - Frederick « Freddie » Garrity, chanteur et acteur anglais († 19 mai 2006).
  - Cornell Gunter (en), chanteur américain († 26 février 1990).
- 1937 :
  - Vittorio Adorni, coureur cycliste italien († 24 décembre 2022).
  - Bobby Astyr (en), acteur pornographique américain († 7 avril 2002).
  - Alan J. W. Bell (en), producteur et réalisateur anglais.
  - Murray Oliver, hockeyeur et entraîneur canadien († 23 novembre 2014).
- 1939 : Wendy Carlos, compositrice américaine.
- 1942 :
  - Manon Cleary, peintre américaine († 26 novembre 2011).
  - Natalia Gutman (Наталья Григорьевна Гутман), violoncelliste russe.
- 1943 :
  - Alpha Boucher, acteur canadien († 14 décembre 2020).
  - Vicky Ludovisi (it) (Vittoria Ludovisi dite), actrice italienne.
  - Peter Norton, informaticien et homme d'affaires américain.
- 1944 :
  - Karen Armstrong, auteure anglaise.
  - Björn Bjarnason, homme politique islandais, ministre de la Justice de 2003 à 2009.
  - Michael « Mike » Katz, culturiste et joueur de football américain.
  - David Nash, sculpteur anglais.
- 1945 :
  - Louise Ellman, femme politique anglaise.
  - Brett Lunger, pilote automobile américain.
  - George Magan, ancien membre de la Chambre des lords du Royaume-Uni.
  - Christian-Marie Monnot, journaliste français de télévision († 18 septembre 2024).
  - Susan « Sue » Williams (en), actrice et mannequin américaine († 2 septembre 1969).
- 1946 : Roland Duchâtelet, homme politique belge.
- 1947 :
  - Bharathan (ഭരതന്‍), réalisateur, scénariste, monteur et compositeur indien († 29 juillet 1998).
  - Patrick Jake O'Rourke, écrivain américain († 15 février 2022).
  - Robert Harold « Nat » Young, surfeur et écrivain australien.
  - Buckwheat Zydeco (Stanley Dural, Jr. dit), accordéoniste, claviériste et chanteur américain († 24 septembre 2016).
- 1948 :
  - Charles III, roi du Royaume-Uni depuis 2022.
  - Paul Dacre (en), journaliste et éditeur anglais.
  - Michael Dobbs, homme politique et écrivain anglais.
  - Robert Ginty, acteur, réalisateur, producteur et scénariste américain († 21 septembre 2009).
- 1949 :
  - Raúl Di Blasio, pianiste, compositeur et producteur argentin.
  - Enzo Cucchi, peintre italien.
  - Gary Grubbs, acteur américain.
  - Ryo Hayami (en) (速水 亮), acteur japonais.
- 1950 : Sarah Radclyffe, productrice anglaise.
- 1951 :
  - Frankie Banali, batteur américain.
  - Sandahl Bergman, actrice, danseuse, cascadeuse et interprète américaine.
  - Earl Stephen Bishop, chanteur, guitariste et compositeur américain.
  - Leszek Cichy (en), alpiniste polonais.
  - (ou 2 avril 1950, 4 novembre 1951...), Zhang Yimou (张艺谋), réalisateur chinois.
- 1952 :
  - Johnny A. (John Antonopoulos dit), guitariste américain.
  - Maggie Roswell, actrice et chanteuse américaine.
  - Alexander « Alec » John Such, bassiste américain du groupe Bon Jovi.
- 1953 :
  - Philip Mitchell « Phil » Baron, doubleur et marionnettiste américain.
  - Tim Bowler (en), auteur anglais.
  - Patrick Sébastien (Patrick Boutot dit), rugbyman puis imitateur, humoriste, animateur de télévision, chanteur et producteur français.
  - Dominique de Villepin, homme politique, diplomate, avocat et écrivain français, Premier ministre de 2005 à 2007.
- 1954 :
  - James Anson Funderburgh (en), guitariste américain.
  - Willie Hernandez (Guillermo Hernández Villanueva dit), joueur de baseball portoricain.
  - Bernard Hinault, champion cycliste français et breton dit parfois le blaireau.
  - Condoleezza Rice, femme politique américaine, secrétaire d'État des États-Unis de 2005 à 2009.
  - Eliseo Salazar, pilote automobile chilien.
  - Yanni (Ioannis Hrysomallis ou Ιωάννης Χρυσομάλλης dit), musicien grec.
- 1955 :
  - Philip Egan, prélat anglais, évêque de Portsmouth depuis 2012.
  - Jack Sikma, basketteur et entraîneur américain.
- 1956 :
  - Babette Babich, philosophe et auteure américaine.
  - Kenneth Duane Bowersox, astronaute américain.
  - Avi Cohen (אבי כהן), footballeur et entraîneur israélien († 28 décembre 2010).
  - Valerie Jarrett, avocate et femme d'affaires américaine.
  - Denis Jouanne, footballeur français.
  - Stephen Ernest « Steve » Stockman, homme politique et comptable américain.
  - Peter Rudolf de Vries, journaliste et producteur néerlandais.
- 1957 :
  - Richard Bonnot, humoriste et acteur français de la troupe Les Charlots.
  - Donald Canfield, géologue américain.
- 1959 :
  - Paul Attanasio, producteur de télévision et scénariste américain.
  - Antoine Duléry, acteur et scénariste français.
  - Paul McGann, acteur britannique.
  - Christopher Charles Eric « Chris » Woods, footballeur et entraîneur anglais.
- 1960 :
  - Tom Judson (en), acteur et compositeur américain.
  - Remi Moses (en), footballeur et entraîneur anglais.
- 1961 :
  - Antonio Flores, chanteur, compositeur et acteur espagnol († 30 mai 1995).
  - Nagui (Nagui Fam dit), animateur de radio et de télévision et producteur français.
  - Daniel Bernard « D. B. » Sweeney, acteur américain.
  - Lucas Belvaux, acteur et réalisateur belge
- 1962 :
  - Laura San Giacomo, actrice américaine.
  - Satomi Kōrogi (ja) (興梠 さとみ), doubleuse japonaise.
  - Harland Williams, acteur, scénariste, musicien et présentateur radio canadien.
- 1963 : 
  - Stéphane Bern, journaliste, animateur de radio et de télévision français.
  - Sabine Pigalle, artiste plasticienne française.
  - Sorin Babii, tireur sportif roumain, champion olympique.
- 1964 :
  - William George « Bill » Hemmer (en), journaliste américain.
  - Silken Laumann, rameuse canadienne, plusieurs fois médaillé.
  - Rockie Lynne, chanteur et musicien américain.
  - Patrick Warburton, acteur américain.
- 1965 :
  - Olivier Merle, joueur de rugby français.
  - Gregory William « Greg » Hands, homme politique britannique.
- 1966 :
  - Charles Hazlewood (en), chef d’orchestre anglais.
  - Petra Rossner, cycliste allemande.
  - Curtis Montague « Curt » Schilling, joueur de baseball américain.
- 1967 :
  - Letitia Dean (en), actrice et chanteuse anglaise.
  - Nina Gordon (en), chanteuse, musicienne et compositrice américaine.
  - Leo Kunnas (en), écrivain et militaire estonien.
  - Imre Pulai, céiste hongrois, champion olympique.
- 1968 :
  - Serge Postigo, acteur québécois.
  - Géraldine Savary, femme politique suisse.
- 1969 : Bradley Glenn « Butch » Walker, chanteur, guitariste, compositeur et producteur américain.
- 1970 :
  - Brendan Benson, chanteur, musicien et compositeur américain.
  - Václav Luks, claveciniste, corniste et chef d'orchestre tchèque.
  - Hylke van Sprundel, acteur néerlandais.
  - David Wesley, basketteur américain.
- 1971 :
  - Adam Gilchrist, joueur de cricket australien.
  - Vikas Khanna (hi) (विकास खन्ना), chef-cuisinier indien.
  - Marco Leonardi acteur italien.
- 1972 :
  - Matthew Bloom, catcheur, entraîneur et commentateur américain.
  - Josh Duhamel, acteur américain.
  - Edyta Górniak, chanteuse polonaise.
  - Hovik Keuchkerian, acteur et boxeur espagnol d'origine arménienne.
  - Martin Pike (en), footballeur et entraîneur australien.
  - Aaron Taylor (en), joueur de football américain.
  - Dariusz Żuraw, footballeur et entraîneur polonais.
- 1973 :
  - Betsy Brandt, actrice américaine.
  - Kareem Campbell, skateur américain.
  - Matt Cedeño, acteur américain.
  - Lawyer Milloy, joueur américain de football américain.
- 1974 :
  - Adina Howard, chanteuse américaine.
  - David Moscow, acteur américain.
  - Joe Principe, chanteur et bassiste américain.
- 1975 :
  - Travis Barker, musicien américain, batteur du groupe Blink-182.
  - Stephen Guarino (en), acteur américain.
  - Luizão (Luiz Carlos Bombonato Goulart dit), footballeur brésilien.
  - Gary Vaynerchuk, entrepreneur et un critique de vins russo-américain.
  - Gabriela Szabó, athlète roumaine spécialiste du fond et du demi-fond, championne olympique.
- 1977 :
  - Brian Dietzen, acteur américain.
  - Obie Trice, rappeur et producteur américain.
- 1978 :
  - Robert Paul « Bobby » Allen, hockeyeur américain.
  - Michala Banas, actrice et chanteuse néo-zélandaise.
  - Delphine Chanéac, actrice française.
  - Xavier Nady, joueur et entraîneur de baseball américain.
  - Chris Shar (en), bassiste américain.
- 1979 :
  - Carl Hayman, joueur de rugby à XV international néo-zélandais.
  - Mavie Hörbiger, actrice germano-autrichienne.
  - Olga Kurylenko (О́льга Костянти́нівна Куриле́нко), actrice et mannequin ukraino-française.
  - Pushkar Lele (पुष्कर लेले), chanteur indien.
  - Moitheri Ntobo, footballeur lesothan.
  - Miguel Sabah, footballeur mexicain.
  - Shyheim (Shyheim Dionel Franklin dit), chanteur américain.
- 1980 :
  - Brock Pierce, acteur américain.
  - Brooke Satchwell (en), actrice et mannequin australienne.
- 1981 :
  - Vanessa Bayer, actrice et humoriste américaine.
  - Tom Ferrier (en), pilote automobile anglais.
  - Russell Tovey, acteur anglais.
- 1982 :
  - Boosie Badazz (Torrence Hatch dit), rappeur américain.
  - Kyle Orton, joueur américain de football américain.
- 1983 :
  - Guillermo Moscoso, joueur de baseball américain.
  - Naqqash Tahir (en), joueur de cricket anglais.
  - Chelsea Wolfe, chanteuse et compositrice américaine.
- 1984 :
  - Vincenzo Nibali, coureur cycliste italien.
  - Courtney Johns, footballeur australien.
  - Marija Šerifović (Марија Шерифовић), chanteuse serbe.
  - Lisa De Vanna, footballeuse australienne.
- 1985 : Thomas Vermaelen, footballeur belge.
- 1987 : Giórgos Georgiádis (Γεώργιος Γεωργιάδης), footballeur grec.
- 1988 :
  - Michael Cox (en), joueur américain de football américain.
  - Nanase Hoshii (en) (Yuma Hoshino / 星野 由真 dite), chanteuse et actrice japonaise.
  - Takurō Ōno (大野拓朗), acteur japonais.
- 1989 :
  - Vlad Chiricheș, footballeur roumain.
  - Andreu Fontàs, footballeur espagnol.
  - Eugene Marquis « T. Y. » Hilton, joueur américain de football américain.
  - Jake Livermore, footballeur anglais.
  - The Ready Set (en) (Jordan Mark Witzigreuter dit), chanteur, musicien et compositeur américain.
- 1990 :
  - Roman Bürki, footballeur suisse.
  - Jessica Jacobs, actrice et chanteuse australienne († 10 mai 2008).
  - Tereza Mrdeža (en), joueuse de tennis croate.
  - Janina San Miguel, reine de beauté philippine.
- 1991 :
  - Yann Ebongé, acteur français.
  - Taylor Hall, hockeyeur canadien.
  - Graham Patrick Martin, acteur américain.
- 1992 : Nathan Fox (en), footballeur anglais.
- 1993 :
  - Francisco Lindor, joueur de baseball portoricain.
  - Hymel Hunt (en), joueur de rugby néo-zélandais.
  - Shūhei Nomura (en) (野村 周平), acteur japonais.
  - Samuel Umtiti, footballeur français.
- 1996 : Borna Ćorić, joueur de tennis croate.
- 1997 :
  - Christopher Nkunku, footballeur français.
  - Ivanna Sakhno, actrice ukrainienne.

## Décès

### VIesiècle
- (ou 15 novembre) 565 : Justinien (Φλάβιος Πέτρος Σαββάτιος Ἰουστινιανός), empereur byzantin de 527 à 565 (° vers 482).

### VIIesiècle
- 669 : Fujiwara no Kamatari (藤原鎌足), homme politique japonais (° 614).

### XIesiècle
- 1060 : Geoffroy II, comte d'Anjou (° 14 octobre 1006).

### XIIIesiècle
- 1263 : Alexandre Nevski (Александр Ярославич Невский), militaire russe (° 30 mai 1220).

### XIVesiècle
- 1359 : Grégoire Palamas, prélat et théologien byzantin, saint des Églises orthodoxe et catholique (° 1296).
- 1391 : Nicolas Tavelic, missionnaire et saint croate (° vers 1340).

### XVIesiècle
- 1522 : Anne de Beaujeu, régente de France de 1483 à 1491 et de 1494 à 1495 (° avril 1461).
- 1556 : Giovanni Della Casa, poète italien (° 28 juin 1503).

### XVIIesiècle
- 1633 : William Ames, philosophe anglais (° 1576).
- 1687 : Nell Gwynne, actrice anglaise, maîtresse du roi Charles II (° 2 février 1650).
- 1691 : Tosa Mitsuoki (土佐 光起), peintre japonais (° 1617).

### XVIIIesiècle
- 1716 : Gottfried Wilhelm Leibniz mathématicien et philosophe allemand (° 1er juillet 1646).
- 1734 : Louise Renée de Penancoët de Keroual, duchesse française, maîtresse de Charles II d'Angleterre (° 1649).
- 1746 : Georg Wilhelm Steller, botaniste, zoologiste, médecin et explorateur allemand (° 10 mars 1709).
- 1749 : Maruyama Gondazaemon (丸山 権太左衛門), sumotori japonais (° 23 décembre 1713).

### XIXesiècle
- 1817 : Policarpa Salavarrieta, couturière et résistante colombienne (° 26 janvier 1795).
- 1825 : Jean Paul (Johann Paul Friedrich Richter dit), écrivain allemand (° 21 mars 1763).
- 1829 : Louis-Nicolas Vauquelin, pharmacien et chimiste français (° 16 mai 1763).
- 1831 :
  - Georg Wilhelm Friedrich Hegel, philosophe allemand (° 27 août 1770).
  - Ignace Pleyel, musicien et facteur de pianos français (° 18 juin 1757).
- 1832 :
  - Jean-Baptiste Say, économiste français (° 5 janvier 1767).
  - Charles Carroll de Carrollton, homme politique et fermier américain (° 19 septembre 1737).
- 1844 : 
  - John Abercrombie, philosophe britannique (° 10 octobre 1780).
  - Flora Tristan journaliste et féministe française (° 7 avril 1803).
- 1864 : Franz Müller, tailleur et meurtrier allemand (° 31 octobre 1840).
- 1866 : Michel Ier, roi de Portugal et des Algarves de 1828 à 1834 (° 26 octobre 1802).
- 1886 : 
  - Patrick Proctor Alexander, écrivain et philosophe écossais (° 28 octobre 1824).
  - Alexandre-Émile Béguyer de Chancourtois, géologue et minéralogiste français (° 20 janvier 1820).
  - Édouard Dalloz, homme politique français (° 24 mai 1826).
  - Benoît Jouvin, journaliste et critique musical français (° 21 janvier 1810).

### XXesiècle
- 1907 : Andrew Inglis Clark, juriste, ingénieur et homme politique australien (° 24 février 1848).
- 1908 : Guangxu (光绪帝), empereur de Chine de 1875 à 1908 (° 14 août 1871).
- 1914 : Vengayil Kunhiraman Nayanar (en) (കേസരി നായനാർ), journaliste et écrivain indien (° 1861).
- 1915 : Booker Taliaferro Washington, inventeur, éducateur, militant et auteur américain (° 5 avril 1856).
- 1916 : Henry George, Jr. (en), journaliste et homme politique américain (° 3 novembre 1862).
- 1921 : Isabelle, régente du Brésil de 1871 à 1872, de 1876 à 1877 puis de 1887 à 1888 (° 29 juillet 1846).
- 1930 : Sidney Charles « Sandy » Pearce, joueur australien de rugby à XIII (° 30 mai 1883).
- 1932 : Charles Hylton Stewart (en), organiste et compositeur anglais (° 21 mars 1884).
- 1937 : Jack O'Connor, joueur et entraîneur de baseball américain (° 2 juin 1866).
- 1941 : Charles Binet-Sanglé, médecin militaire et psychologue français (° 4 juillet 1868).
- 1944 :
  - Carl Flesch, violoniste, compositeur et pédagogue hongrois (° 9 octobre 1873).
  - Trafford Leigh-Mallory, militaire anglais (° 11 juillet 1892).
- 1946 : Manuel de Falla, compositeur espagnol (° 23 novembre 1876).
- 1947 : Joseph Allard, violoneux canadien (° 1er juillet 1873).
- 1950 :
  - Georges Courchesne, prélat québécois, évêque de Rimouski de 1928 à 1946 (° 13 septembre 1880).
  - Orhan Veli, poète turc (° 13 avril 1914).
- 1956 : Elisabeth de Roumanie, Reine de Grèce (°12 octobre 1894).
- 1966 : Peter Baker (en), militaire, homme politique et écrivain anglais (° 20 avril 1921).
- 1972 :
  - Martin Dies Jr., homme politique et juriste américain (° 5 novembre 1900).
  - Anatole Ferrant, homme politique français (° 9 janvier 1886).
  - Ju Yo-seop, écrivain sud-coréen (° 24 novembre 1902).
- 1974 :
  - Marcel Lefrancq, photographe et collagiste belge (° 9 octobre 1916).
  - Johnny Mack Brown, acteur et joueur de football américain (° 1er septembre 1904).
- 1977 :
  - Richard Addinsell, compositeur britannique (° 13 janvier 1904).
  - Abhay Charan Bhaktivedanta Swami Prabhupada (अभयचरणारविंद भक्तिवेदांत स्वामी प्रभुपाद), moine et chef spirituel indien (° 1er septembre 1896).
- 1981 : Robert Bradford (en), prêtre et homme politique nord-irlandais (° 8 juin 1941).
- 1982 : Marguerite Thibert, militante féministe et haut fonctionnaire française (° 31 janvier 1886).
- 1984 :
  - Cesar Climaco (en), homme politique et juriste philippin (° 28 février 1916).
  - Marie Charles Robert Heitz, administrateur, homme politique, écrivain, critique d'art, peintre et résistant français (°3 août 1895).
  - Nikitas Platis (Νικήτας Πλατής), acteur grec (° 1912).
- 1988 : Haywood Shepherd Hansell, Jr., militaire américain (° 28 septembre 1903).
- 1989 :
  - Rémi Laurent, acteur français (° 12 octobre 1957).
  - James Patrick « Jimmy » Murphy, footballeur et entraîneur gallois (° 8 août 1910).
- 1990 : Sol Kaplan, compositeur et pianiste américain (° 19 avril 1919).
- 1991 : Cecil Antonio « Tony » Richardson, réalisateur, scénariste et producteur britannique (° 5 juin 1928).
- 1992 : Ernst Happel, footballeur et entraîneur autrichien (° 29 novembre 1925).
- 1994 : 
  - Thomas Louis « Tom » Villard, acteur américain (° 19 novembre 1953).
  - René Radius, résistant et un homme politique français (°13 octobre 1907).
- 1995 : Jack Finney, auteur américain de romans de science-fiction et de thrillers (° 2 octobre 1911).
- 1996 :
  - Joseph Bernardin, cardinal américain, archevêque de Chicago de 1982 à 1996 (° 2 avril 1928).
  - John A. Cade (en), homme politique américain (° 2 juillet 1929).
  - Virginia Cherrill, actrice américaine, première épouse de Cary Grant (° 12 avril 1908).
- 1997 :
  - George Edward « Eddie » Arcaro, jockey et commentateur sportif américain (° 19 février 1916).
  - John Whitney « Jack » Pickersgill, fonctionnaire et homme politique canadien, plusieurs fois secrétaire d’État (° 23 juin 1905).
- 2000 :
  - Pietro Rimoldi, cycliste sur route italien (° 5 novembre 1911).
  - Robert Trout, journaliste américain (° 15 octobre 1909).

### XXIesiècle
- 2001 :
  - Charlotte Coleman, actrice britannique (° 3 avril 1968).
  - Juan Carlos Lorenzo, footballeur et entraîneur argentin (° 22 octobre 1922).
- 2002 :
  - Roger Barberot, homme politique français (° 20 janvier 1915).
  - Edward Vincent « Eddie » Bracken, acteur américain (° 7 février 1915).
  - André Cailloux, acteur et animateur québécois d’origine française (° 30 mai 1920).
  - Charles Dupuis, éditeur belge (° 10 juin 1918).
  - Elena Nikolaidi (el) (Έλενα Νικολαΐδη), soprano gréco-américaine (° 15 juin 1909).
- 2003 : Gene Anthony Ray (Eugene Anthony Ray dit), comédien et danseur américain (° 24 mai 1962).
- 2004 : Michel Colombier, compositeur français de musiques de film (° 23 mai 1939).
- 2006 :
  - Gustave Choquet, mathématicien français académicien ès sciences (° 1er mars 1915).
  - Bertrand Poirot-Delpech, journaliste, écrivain et académicien français (° 10 février 1929).
  - Sumner Shapiro (en), militaire américain (° 13 janvier 1926).
- 2007 : Paul Andréota alias Paul Vance, écrivain et scénariste français (° 11 décembre 1917).
- 2008 : Kristin Hunter (en), auteure américaine (° 12 septembre 1931).
- 2010 : David Wesley « Wes » Santee, athlète américain (° 25 mars 1932).
- 2011 :
  - Esin Afşar (en), chanteuse et actrice turque (° 1er janvier 1936).
  - Maurice Gaidon, prélat français (° 17 janvier 1928).
  - Neil Heywood, homme d’affaires anglais (° 20 octobre 1970).
  - Jackie Leven, chanteur, guitariste et compositeur écossais (° 18 juin 1950).
  - Lee Pockriss, compositeur américain (° 20 janvier 1924).
- 2012 :
  - Alexandro « Alex » Alves do Nascimento, footballeur brésilien (° 30 décembre 1974).
  - Brian Davies (en), joueur et entraîneur de rugby australien (° 16 mai 1930).
  - Martin Fay, violoniste irlandais (° 1936).
  - Gail Harris (en), joueur de baseball américain (° 15 octobre 1931).
  - Ahmed Jabari (أحمد الجعبري), militaire palestinien (° 1960).
  - Abubakar Olusola Saraki (en), homme politique nigérien (° 17 mai 1933).
- 2013 :
  - Georgina Anderson (en), chanteuse anglaise (° 22 octobre 1998).
  - Sudhir Bhat (mr) (सुधीर भट), producteur indien (° 1951).
  - Hari Krishna Devsare (en) (हरिकृष्ण देवसरे), écrivain et journaliste indien (° 9 mars 1938).
  - Bennett Masinga (en), footballeur sud-africain (° 13 janvier 1965).
  - Reginald Alexander « Reg » Sinclair (en), hockeyeur canadien (° 6 mars 1925).
- 2014 :
  - Marius Barnard (en), chirurgien et homme politique sud-africain (° 3 novembre 1927).
  - Danielle Michelle « Diem » Brown (en), journaliste américaine (° 12 juin 1980).
  - Jane Byrne, juriste et femme politique américain, maire de Chicago de 1979 à 1983 (° 24 mai 1933).
  - Eugene Dynkin (Евгений Борисович Дынкин), mathématicien russe (° 11 mai 1924).
  - Glen Albert Larson, scénariste et producteur américain (° 3 janvier 1937).
  - Morteza Pashaei (en) (مرتضی پاشایی) chanteur, musicien et compositeur iranien (° 11 août 1984).
- 2015 :
  - Nicholas Warren Francis « Nick » Bockwinkel, catcheur et commentateur sportif américain (° 6 décembre 1934).
  - Norman Dale « Norm » Ellenberger (en), basketteur, joueur de baseball et de football américain et entraîneur américain (° 2 août 1932).
  - K. S. Gopalakrishnan (en) (கே. எஸ். கோபாலகிருஷ்ணன்), réalisateur, scénariste et producteur indien (° 1929).
  - Saeed Jaffrey, acteur britannique d'origine indienne (° 8 janvier 1929).
  - Warren Mitchell (en) (Warren Misell dit), acteur anglais (° 14 janvier 1926).
- 2016 :
  - Diana Balmori, urbaniste paysagiste américaine (° 4 juin 1932).
  - Vladimir Belov (Владимир Борисович Белов), handballeur russe (° 26 avril 1958).
  - Ibrahim Dasuki (en), chef spirituel nigérien, sultan de Sokoto de 1988 à 1996 (° 31 décembre 1923).
  - Holly Dunn, chanteuse américaine de musique country (° 22 août 1957).
  - Marti Friedlander, photographe néo-zélandaise (° 19 février 1928).
  - Robert « Bob » Gain (en), joueur américain de football américain (° 21 juin 1929).
  - Gun Hellsvik (sv), homme politique suédois, ministre de la Justice de 1991 à 1994 (° 27 septembre 1942).
  - Roger Hobbs (en), auteur américain (° 10 juin 1988).
  - Gwendolyn « Gwen » Ifill, journaliste américaine (° 29 septembre 1955).
  - David Mancuso, disc-jockey américain (° 20 octobre 1944).
  - James McNeish (en), auteur néo-zélandais (° 23 octobre 1931).
  - Gardnar Mulloy, joueur de tennis américain (° 22 novembre 1913).
  - Sarlito Wirawan Sarwono (id), psychologue indonésien (° 2 février 1944).
  - Kenichirō Takai (ja) (高井 研一郎), mangaka japonais (° 18 juillet 1937).
  - Janet Wright (en), actrice et directrice de théâtre canadienne (° 8 mars 1945).
- 2017 :
  - Jack Blessing, acteur américain (° 29 juillet 1951).
  - Rolland-Yves Mauvernay, pharmacien et homme d'affaires franco-suisse (° 22 mars 1922).
  - Jean-Pierre Schmitz, cycliste sur route luxembourgeois (° 15 février 1932).
- 2018 : Fernando del Paso, écrivain et poète mexicain (° 1er avril 1935).
- 2021 :
  - Etel Adnan, poétesse et écrivaine franco-américano-libanaise (° 24 février 1925).
  - Bertie Auld, footballeur écossais (° 23 mars 1938).
  - Sani Dangote, homme d'affaires nigérian (° 1959 ou 1960).
- 2022 :
  - Mary Norbert Körte, poétesse américaine (° 7 juin 1934).
  - Johanna Lüttge, athlète de lancers poids est-allemande puis allemande (° 10 mars 1936).
  - Jan Nekovář, mathématicien tcécoslovaque puis tchèque (° 7 juillet 1963).
  - Carolina Ödman-Govender, physicienne suisse (° 3 juillet 1974).
  - Kalala Omotunde (né Jean-Philippe Corvo), écrivain français  (° 19 juillet 1967).
  - Jean Pontier, homme politique français (° 13 novembre 1932).
- 2023 : 
  - André Berthiaume, romancier, nouvelliste et essayiste (° 15 mai 1938).
  - Alessandra Bianchi, journaliste sportive italienne (° 11 mai 1964).
  - Angela Maria Bottari, femme politique italienne (° 16 mars 1945).
  - Buzy, auteure-compositrice-interprète française (° 14 février 1957).
  - Mohammed al-Chbeir, universitaire palestinien (° 1946).
  - Brian Cotter, homme politique britannique (° 24 août 1936).
  - Pierre Lieutaghi, écrivain et ethnobotaniste français (° 21 septembre 1939).
  - Arthur Parkin, hockeyeur sur gazon néo-zélandais (° 15 février 1957).
  - Abdelkader Retnani, dirigeant sportif et éditeur marocain (° 31 juillet 1945).
  - Colombo Machado Salles, homme politique et ingénieur brésilien (° 20 mai 1926).
- 2024 :
  - Jacques Adélaïde-Merlande, historien français (° 1er juin 1933).
  - Vadim Brovtsev, entrepreneur et homme politique russe et sud-ossète (° 26 juillet 1969).
  - Peter Sinfield, parolier, producteur de disques, musicien, guitariste, auteur-compositeur-interprète et poète britannique (° 27 décembre 1943).

## Célébrations

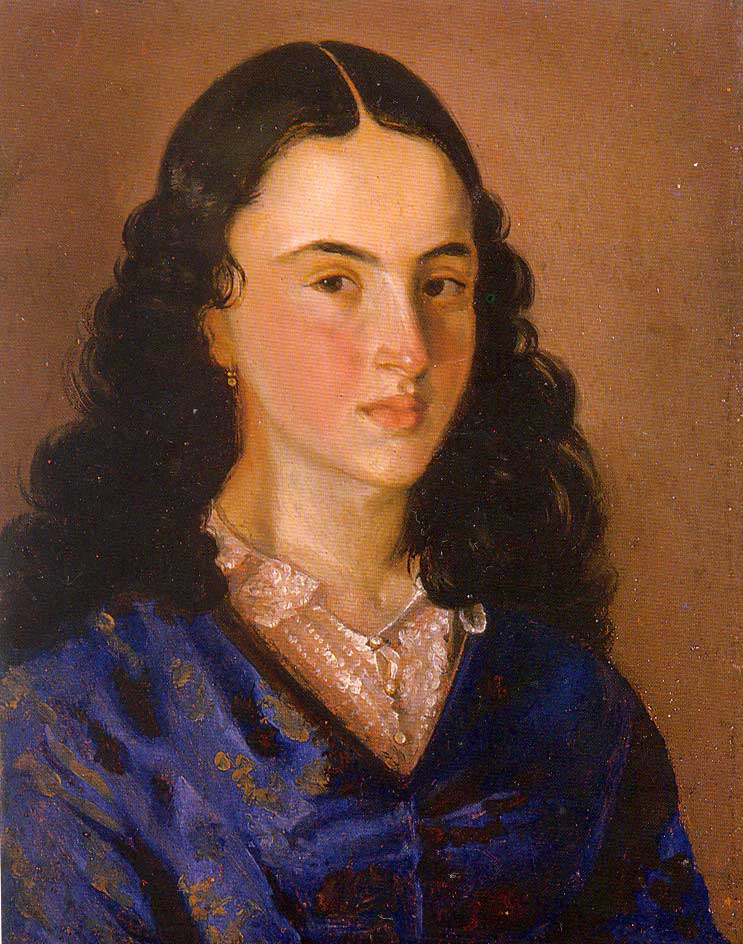
Lhéroïne Policarpa Salavarrieta d'un mouvement d'indépendance en Colombie

- Journée mondiale du diabète, lancée en 1991 par la Fédération internationale du diabète et l'Organisation mondiale de la santé en réponse à l'augmentation rapide du diabète dans le monde[16].
- Colombie : día de la mujer colombiana / « journée de la femme colombienne » créée en 1967 pour les 150 ans de la mort de Policarpa Salavarrieta portraiturée ci-contre[17].
- Inde : children's day / « jour des enfants » en l'honneur de la naissance de Jawaharlal Nehru en 1889[18].

### Célébrations religieuses
- Christianisme : station dans la Fondation d'Aphthonios et fête des archanges Michaël et Gabriel avec mémoire de Jean-Baptiste et Elisée et lectures de IV Rg. 2, 1-14 ; Héb. 1, 1-12 et Mt. 13, 36-43 (et pour mot commun feu) dans le lectionnaire de Jérusalem (voir leur fête majeure grégorienne les 29 septembre).

### Saints des Églises chrétiennes

#### Catholiques et orthodoxes
Saints du jour, :
- Adaltrude (IXe siècle) — ou « Adeltrude » —, comtesse d'Aurillac, mère de saint Géraud d'Aurillac.
- Albéric d'Utrecht (en) († 784) — ou « Albert » —, bénédictin des Pays-Bas, neveu de saint Grégoire d'Utrecht, évêque d'Utrecht, ami d'Alcuin, évangélisa les tribus teutonnes.
- Amand de Rennes († 505), évêque de Rennes qui désigna saint Melaine comme successeur.
- Balsamie (VIe siècle), nourrice de saint Rémi.
- Dubrice de Llandaf (VIe siècle) — ou « Dybrig », « Dyfrig », « Dubric » ou en latin « Dubricius » —, premier évêque de Landaff et un des fondateurs du monachisme au pays de Galles, sacra Saint Samson comme évêque.
- Hypace de Gangra (IVe siècle), évêque ; plutôt vénéré les 31 mars (juliens ?) par les Églises orthodoxes orientales.
- Joconde de Bologne († 485) — ou « Jucundus » —, évêque de Bologne en Émilie.
- Martyrs de 773 en Phénicie († 773), dont de nombreuses femmes, mis à mort en Phénicie lors de l'arrivée des troupes musulmanes.
- Modanic (VIIIe siècle), évêque en Écosse, vénéré à Aberdeen.
- Oradour (IVe siècle), Martyr.
- Ruf d'Avignon († 200), évêque.
- Sidoine († v. 684), Abbé.
- Vénérand († 275), martyr.

#### Saints et bienheureux des Églises catholiques
Saints et béatifiés du jour :
- Etienne de Fiumorbo († 1391), franciscain italien mort martyr.
- Étienne-Théodore Cuenot († 1861), évêque et martyr en Annam, au Vietnam.
- Jean de Trogir († 1170), ermite au monastère camaldule d’Osorin, puis évêque à Traù ou Trogir en Dalmatie, qui défendit la cité contre le roi Coloman.
- Jean de Tufara († 1170) — ou « Jean de Tupharia » —, bienheureux, bénédictin au monastère Sainte-Marie de Gualdo Mazocca près de Campobasso dans les Abruzzes.
- Jean Liccio († 1511), bienheureux religieux dominicain, originaire de Palerme en Sicile.
- Laurent O’Toole († 1180), archevêque de Dublin.
- Maria Luisa Merkert († 1872), bienheureuse religieuse polonaise, fondatrice de congrégation.
- Marie Thérèse de Jésus († 1889), bienheureus religieuse carmélite italienne fondatrice de la Congrégation des Sœurs de Notre-Dame du Mont Carmel.
- Nicolas Tavelic († 1391), Prêtre franciscain italien martyr.
- Sérapion († 1240), Martyr.
- Siard († 1230), moine.

#### Saints orthodoxes
Saints orthodoxes aux dates éventuellement différentes dans les calendriers julien, orientaux :
- Constantin d'Hydra († 1800), serviteur du gouverneur turc de Rhodes, martyr par la main de musulmans.
- Grégoire Palamas († 1359), archevêque de Thessalonique, défenseur de l'hésychasme.
- Philippe de Novgorod († 1557), moine.
- Théodora († 548), femme de Justinien, impératrice byzantine de 527 à 548.

### Prénoms
Bonne fête aux Sidoine et ses variantes : Sidonie, Sidonia (sinon Didon), Saëns (comme dans le patronyme de Camille Saint-Saëns et la commune normande du même nom Saint-Saëns, version contractée voire "viking"[pas clair] de Sidoine) ; etc.
Et aussi aux :
- Balsamie et ses variantes comme Balsamine, etc.
- Aux Devrig et ses variantes bretonnes : Dubric, Dubricius, Dybrig, Dyfrig, etc.
- Aux Hypace, Hypas, Ὑπάτιος, Hypatius (voire Hypapant(h)e et Hypatant(h)e lors des Chandeleurs des 2 février).

## Traditions et superstitions

### Dicton du jour
« À Sainte-Philomène, misère dans les garennes. »

### Astrologie
- Signe du zodiaque : 23e jour du Scorpion.

## Toponymie
Les noms de plusieurs voies, places, sites ou édifices de pays ou régions francophones contiennent cette date sous différentes graphies possibles : voir Quatorze-Novembre .